# Wittewater
Wittewater è un centro abitato sudafricano situato nella municipalità distrettuale di West Coast nella provincia del Capo Occidentale.

## Geografia fisica
Il piccolo centro abitato sorge lungo la R399 tra Piketberg e Velddrif a circa 135 chilometri a nord di Città del Capo. Il nome "acqua bianca" in afrikaans, fa riferimento alla cascata che in occasione delle grandi piogge si forma dietro all'abitato.

## Storia
Wittewater venne fondata nel 1857 da missionari tedeschi della Chiesa morava.